# Whelen Springs
Whelen Springs est une municipalité du comté de Clark, dans l'État de l'Arkansas aux États-Unis.

## Démographie
| 1920 | 1930 | 1940 | 1950 | 1960 | 1970 |
| ---- | ---- | ---- | ---- | ---- | ---- |
| 137  | 194  | 214  | 192  | 155  | 126  |

| 1980 | 1990 | 2000 | 2010 | - | - |
| ---- | ---- | ---- | ---- | - | - |
| 156  | 116  | 84   | 92   | - | - |